# 艾索沃斯
艾索沃斯（Isleworth，/ˈaɪzəlwəθ/）是倫敦西部豪恩斯洛倫敦自治市的一個地區。自20世紀早期開始，這裡開始發展為一個工薪和白領階級居住的地區。艾索沃斯有奧斯特利公園等景點。